# Provincia de Kasai Oriental (1966-2015)
Kasai Oriental fue una de las once provincias de la República Democrática del Congo entre 1966 y 2015, cuando se dividió en la nueva y más pequeña provincia de Kasai Oriental, así como en las de Lomami y Sankuru.
Limitaba con las provincias de Kasai Occidental al oeste, Équateur al noroeste, Oriental al noreste, Maniema al este y Katanga al sur. Kasai Oriental es una de las regiones productoras de diamantes más ricas del mundo. La capital provincial era Mbuji-Mayi.

## Historia
Kasai Oriental está habitado por miembros de la tribu luba.
El Congo obtuvo la independencia de Bélgica en 1960. La fricción con otros grupos étnicos del Congo y el estímulo de las corporaciones belgas con la esperanza de mantener sus concesiones mineras llevaron a la secesión de la provincia de Kasai del Sur como un estado separado encabezado por Albert Kalonji.
Tras ser rechazado, el Congo ocupó la provincia en septiembre de 1961. Varios miles de personas murieron durante la "pacificación" de Kasai del Sur, que duró hasta la primavera de 1962.
La población de Mbuji-Mayi creció rápidamente con la inmigración de los luba de otras partes del país.

## Minería de diamantes

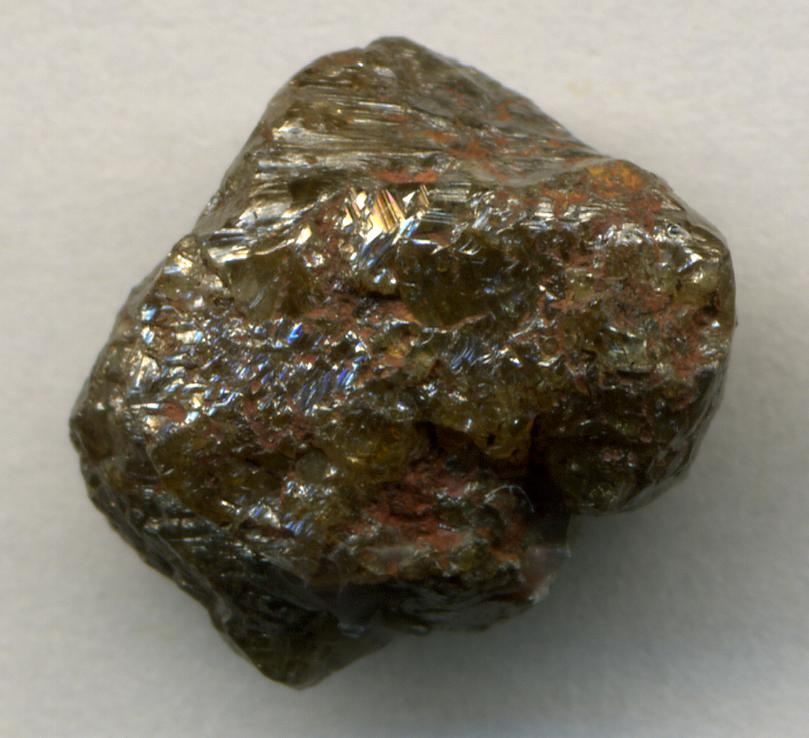
Diamante (1,3 cm de ancho), provincia de Kasai Oriental.

La región en la que se encuentra Mbuji-Mayi produce anualmente una décima parte del peso de los diamantes industriales del mundo, con la minería gestionada por la Société Minière de Bakwanga. Esta es la mayor acumulación de diamantes del mundo, más concentrada que la de Kimberley, Sudáfrica. Mbuji-Mayi maneja la mayoría de los diamantes industriales producidos en el Congo.

## Divisiones políticas
El antiguo Kasai Oriental se dividía en los tres distritos de Tshilenge, Kabinda y Sankuru; y las ciudades de Mbuji-Mayi y Mwene-Ditu. Estos se dividieron además en un total de 16 territorios y 8 comunas.

## Idiomas
El francés era el idioma oficial. Chiluba es uno de los cuatro idiomas nacionales de la República Democrática del Congo. Aproximadamente 6,3 millones de personas hablan chiluba en la región de Kasai.